# Reynor
Riccardo Romiti né le 1er juillet 2002 à Greve in Chianti, en Italie, plus connu sous le pseudo de Reynor, est un joueur professionnel italien de StarCraft II évoluant avec la race Zerg et jouant pour Gamers Origin depuis 2019. En 2014, il est devenu le plus jeune Grand Maître de StarCraft II, atteignant ce rang à 12 ans et 40 jours. Il est champion du monde de l'ESL Pro Tour 2020/2021 et finaliste des championnats du monde 2019 et 2022. En 2025, Reynor avait gagné plus de 802 994 $ de gains en carrière.

## Biographie

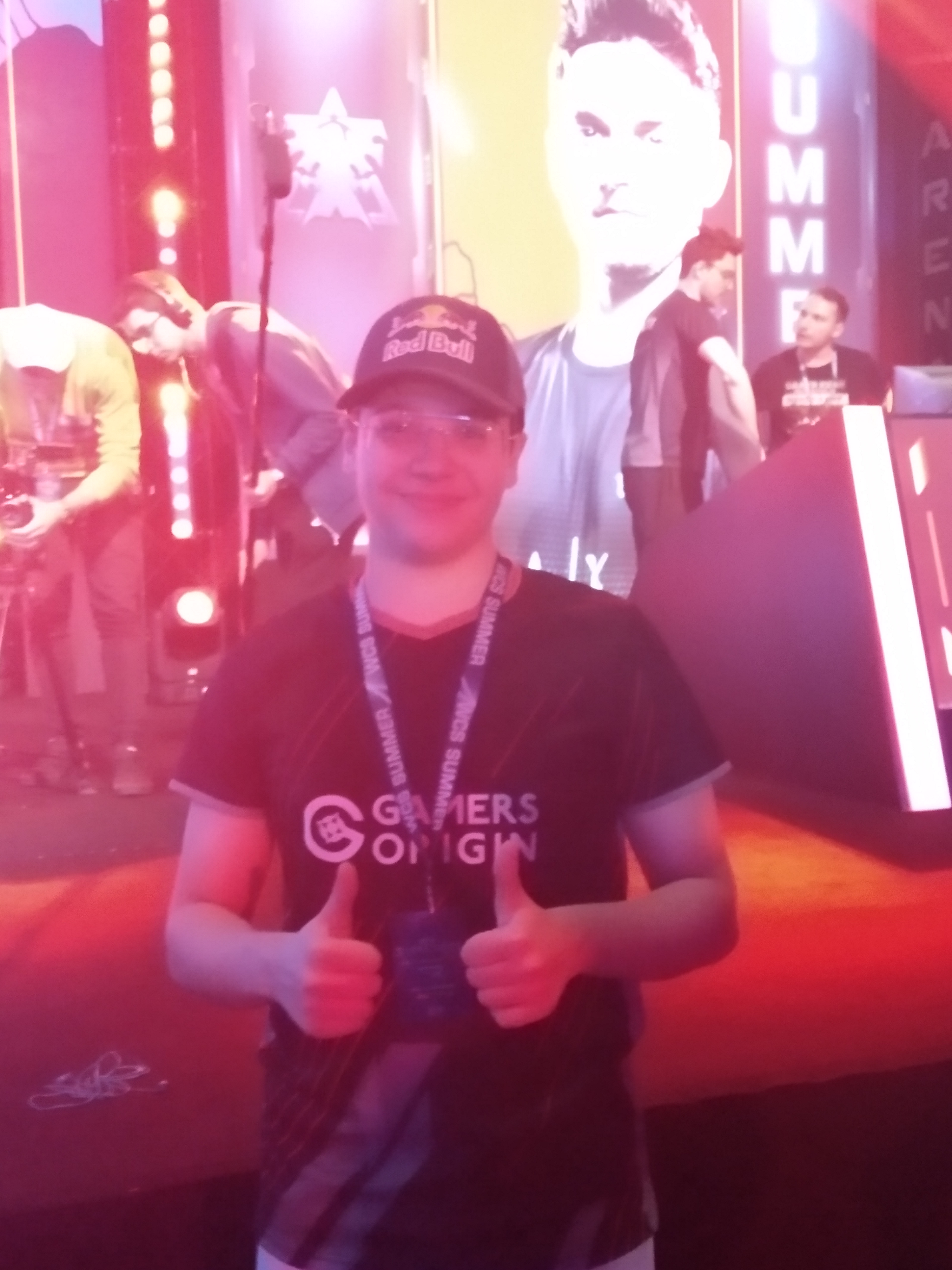
Reynor au WCS d'été 2019

Riccardo Romiti a grandi à Greve in Chianti, Florence, Italie . Il a été initié à StarCraft II et à l'e-sport par son père, Massimo Romiti, qui joue au jeu au rang Diamant et est le manager de l'équipe d'e-sport Exeed Esports. La carrière de Riccardo était soutenue à la maison, et il voyageait à des tournois avec sa mère ou son père quand il était jeune. En plus de StarCraft II, Reynor aime jouer à Dark Souls et League of Legends. Il déclare également jouer au tennis pour maintenir ses réflexes. Il est attiré par StarCraft II pour sa compétitivité et sa difficulté .
Romiti a rejoint sa première équipe d'e-sport, Ace of Spades, à l'âge de 8 ans. De 2013 à 2016, il a joué pour mYinsanity . À 12 ans et 40 jours, il a atteint la Ligue Grand Maitre de StarCraft II, le rang le plus élevé du jeu vidéo, qui comprend les 200 joueurs ayant le classement le plus élevé en jeu dans une région, devenant ainsi le plus jeune Grand Maître de l'histoire de StarCraft II . Reynor a ensuite joué pour True eSport, a brièvement rejoint Next Gaming, puis a rejoint Prophecy E-sports, qui est ensuite devenu Exeed Esports . Il quitte cette dernière équipe en 2018  et rejoint, début 2019 l'organisation d'e-sport française Gamers Origin, qui comprend le célèbre joueur d'e-sport Ilyes « Stephano » Satouri , lui aussi jouant Zerg. Selon Ricciardo, « passer à GO est comme une bouffée d'air frais pour moi, car cela faisait longtemps que je n'avais pas fait partie d'une équipe non italienne » . Puis, en février 2020, il a rejoint l'équipe Qlash, qui comprend également Bogdan "Hellraiser" Kozar.
En 2018, Reynor peut participer aux compétitions WCS, aillant l'âge requis de 16 ans. Avant de commencer la compétition, il a passé un mois en Corée du Sud, consacrant tout son temps à l'entraînement et à l'apprentissage de nouvelles stratégies et tactiques  . Son premier tournoi dans cette série était le WCS Valence 2018, où il a atteint les quarts de finale avant de perdre contre Yoona « Serral » Sotala , le futur champion du monde  . Lors de son tournoi suivant, le WCS Montréal 2018, Reynor bat des joueurs tels qu'Alex Neeb, TIME  ou uThermal pour atteindre la finale, où il a  affronte de nouveau Serral et perd  3-4 . Pour Serral, il s'agissait du quatrième tournoi WCS remporté cette année .
La même année, Riccardo Romiti se qualifie pour la Saison 3 de la GSL , le tournoi coréen le plus prestigieux de StarCraft II, où il a atteint la deuxième phase de groupe, composée de 16 des meilleurs joueurs d'esports du monde. Il est devenu l'un des trois plus jeunes joueurs à atteindre ce résultat, après Cho « Maru » Sung-ju, qui l'a atteint à 14 ans, et Lee « Life » Seung-hyun, qui a atteint ce résultat à 15 ans  .
Reynor a également remporté plusieurs tournois plus petits tels que le WardiTV Christmass Invitational 3  et le WardiTV Summer Championship  en 2018, mais n'a pas obtenu le nombre de points requis pour se qualifier pour la finale mondiale du WCS 2018  .
Lors des WCS d'hiver européens 2019, Riccardo Romiti affronte le champion du monde en titre, Joona « Serral » Sotala, en phase de poules, le battant 2-0. Reynor et Serral s'affrontent à nouveau en finale de ce tournoi, Reynor s'imposant 4-3. Selon Riccardo, ce n'est qu'après avoir remporté les WCS d'hiver qu'il a commencé à envisager une carrière dans StarCraft ; auparavant, il y jouait uniquement par plaisir, tout en apprenant la programmation. Lors des WCS de printemps 2019, Reynor a terminé 3-4, s'inclinant 0-3 face à Joona « Serral » Sotala en demi-finale. Lors des WCS d'été 2019, Riccardo a remporté la première place, affrontant à nouveau Serral en finale, le battant 4-2.
En 2020, il participe au tournoi annuel DH SC2 Masters Summer: Europe, où il a atteint la finale lors de laquelle il bat Serral 4-2 et remporte la première place . Sa place dans le top 4 du DH SC2 Masters Summer: Europe lui vaut un ticket pour la finale de la saison 2020, où il termine 3-4. Lors de la saison d'automne du même tournoi, Reynor est de nouveau finaliste des qualifications européennes, après quoi il remporte la finale internationale . Lors du DreamHack Masters Winter Europe, il a terminé deuxième, s'inclinant en finale face à Clément « Clem » Desplanches 2-4 
En février 2021, il est devenu le champion absolu de Starcraft II lors du tournoi final de l'ESL Pro Tour 2020/2021: IEM Katowice 2021, battant des joueurs coréens tels que Stats, Dark (champion de StarCraft II WCS 2019), Maru et (en finale) le champion de la saison IX de l'IEM 2015 Zest  en séries éliminatoires.

## Style de jeu
Parmi les joueurs qui ont façonné son style de jeu et l'ont inspiré, Reynor cite Lee « Life » Seung-hyun et Jens « Snute » Öskörd, et reconnaît également que Yoon « Serral » Sotal l'a peut-être également influencé  .
Reynor n'a pas immédiatement choisi la race Zerg. Auparavant, il jouait à la fois Terrans et Protoss, changeant de race par désir d'expérimentation, jusqu'à ce qu'il tombe amoureux des Zergs pour leur mécanique de production d'unités et leur grande vitesse de déplacement  .
Riccardo Romiti est le joueur du cybersport de l'année aux Italian Video Game Awards 2019.

## Réalisations
- WCS Montréal 2018 (2e place) [24]
- WCS Hiver Europe 2019 (1ère place) [15]
- WCS Printemps 2019 (3-4 places) [25]
- WCS Été 2019 (1ère place) [18]
- WCS Automne 2019 (2e place) [26]
- Finales mondiales WCS 2019 (2e place) [27]
- DH SC2 Masters 2020 Été : Europe (1ère place) [19]
- DH SC2 Masters 2020 Automne (1ère place) [20]
- DH SC2 Masters 2020 Hiver : Europe (2e place) [21]
- IEM Katowice 2021 (1ère place) [22]
- IEM Katowice 2022 (2e place)